# Hamar család
Nemespanni és gyöngyöshalászi Hamar család Nyitra vármegyei és Verebélyi széki nemesi család.

## Története
A Hamar családnév viszonylag gyakori, valószínűleg a munkavégzéssel kapcsolatos jelzőből alakulhatott. Nyitra és Bars vármegyében több helyen élt ilyen nevű család. Nyitra Alsóvárosában Hamar Bálint az 1680-as években volt városi tanácstag, majd bíró.
A Nyitra vidéken élő egyik nemesi család Nemespannról vette előnevét. 1652-ben id. Hamar András egy kuriális telkét 60 Ft-ért Munkády Annának zálogosítja el. 1653-ban id. Hamar András és fia András ellentmond Balogh István szerződésének bizonyos panni szőlőt illetően. A családból 1664-ben Mihály és Miklós élt Nemespannon, de feltehetően Nagycétényben és Nagykéren is éltek rokonaik. 1669-ben Szelepcsényi György érsek Névery Miklósnak és Hamar Andrásnak adományozta az örökös nélkül elhunyt Jánosdeák Pál nemespanni örökös és zálogos jószágát. Nemespannon lakó Bogyó István és Bíró István a garamszentbenedeki konvent embere és a királyi ember általi beiktatáskor ellentmondtak, majd visszakoztak és újból az érsekhez folyamodtak. 1671-ben Néveren Névery Miklós örökös nélkül lévén Hamar Andrásnak adta örökbe az említett jószág felét. 1682-ben Istvánt és Andrást többekkel megerősítették őseik bácsi birtokaiban, de történt ellentmondás. 1699-ben Hamar alias Bartha János kapott adományt az érsektől Kiscétényben, illetve megerősítették birtokukban Hamar Mihályt és Ferencet Dicskén. 1682-ben Hamar Fruzsina, 1727-ben pedig dicskei Hamar Mihály végrendelkezett Nemespannon. A család Kiscétényben is adományos volt. Hamar András 1700-ban ellentmondott kiscétényi, illetve Nemespannon az Alsó- és Közép Osztályba való birtokbaiktatáskor. 1701-ben Hamar András 100 arany dukátban megegyezett Bíró Istvánnal nemespanni birtokukon. 1764-ben Hamar Imre, 1769-ben Hamar András, 1798-1799-ben Hamar Dániel és István Nemespannról tanult a nyitrai piaristáknál. 1778-ban Hamar Dániel fiai Hamar János, Imre és András testvérek megegyeztek kiskorú árva Anna húguk élelmezéséről és ruháztatásáról. Ugyanígy megegyeztek Klára és Zsuzsanna huguk járandóságait illetően is.
A család elszármazott Esztergom-, Heves- (Csány), Krassó-, Nógrád- és Pest vármegyékbe is. Előfordul Hamar másképp Bartha formájú családnévként is.
1602. április 29-én Hamar András, Mihály, Bálint és rokonaik Thor Pál és Miklós, illetve Mihók Tamás kaptak Rudolf magyar királytól címeres nemeslevelet. 1603-ban Esztergom-, 1608-ban Nyitra vármegye hirdette ki. A család egyes tagjai több ízben igazolták nemességüket Heves- és Nógrád vármegyében. A nemességszerző Hamar Mihály fia István Jánoshiday másképp Molnár Anna nevű felesége után Gyöngyöshalászon nemesi kúriát szerzett. Fiától Istvántól való Ferenc unokája 1756-ban Mária Teréziától adományt is kapott az említett nemesi kúriára és 2 háztelekre. Ferenc fiai közül Antal és János a Bánátba távoztak. Antal Karánsebesen főszolgabíróvá, János pedig Vallemáréban (Marosnagyvölgy) esküdtté lett. Atyjuk halála után Antal Lugosról visszatért Gyöngyöshalászra.
A nemességszerző Hamar Mihály negyed ízig utóda István Heves vármegyében lakott, és 1698. június 26-án Heves vármegyétől kapott nemességéről bizonyítványt, felmutatva az 1602-ki armális Garamszentbenedeki konvent általi hiteles átiratát és leszármazási igazolásait. Hamar Ferenc Heves vármegyétől 1756-ban, János 1779-ben kapott igazolást. Ebből az ágból származik Hamar Miklós Nógrád vármegye alszolgabírája is, aki állítólag Bercelen hunyt el. Címeres pecsétjeik megtalálhatóak Heves-, Nógrád- és Pest vármegyék levéltárában.
Rokonságban álltak a lévai Bottyán családdal.
Címer: kék pajzsban, zöld téren oroszlán jobbjában kardot, baljában félholdat tart, sisakdísz: griff pallost tart. Takarók: kék-arany, vörös-ezüst.

## Neves személyek

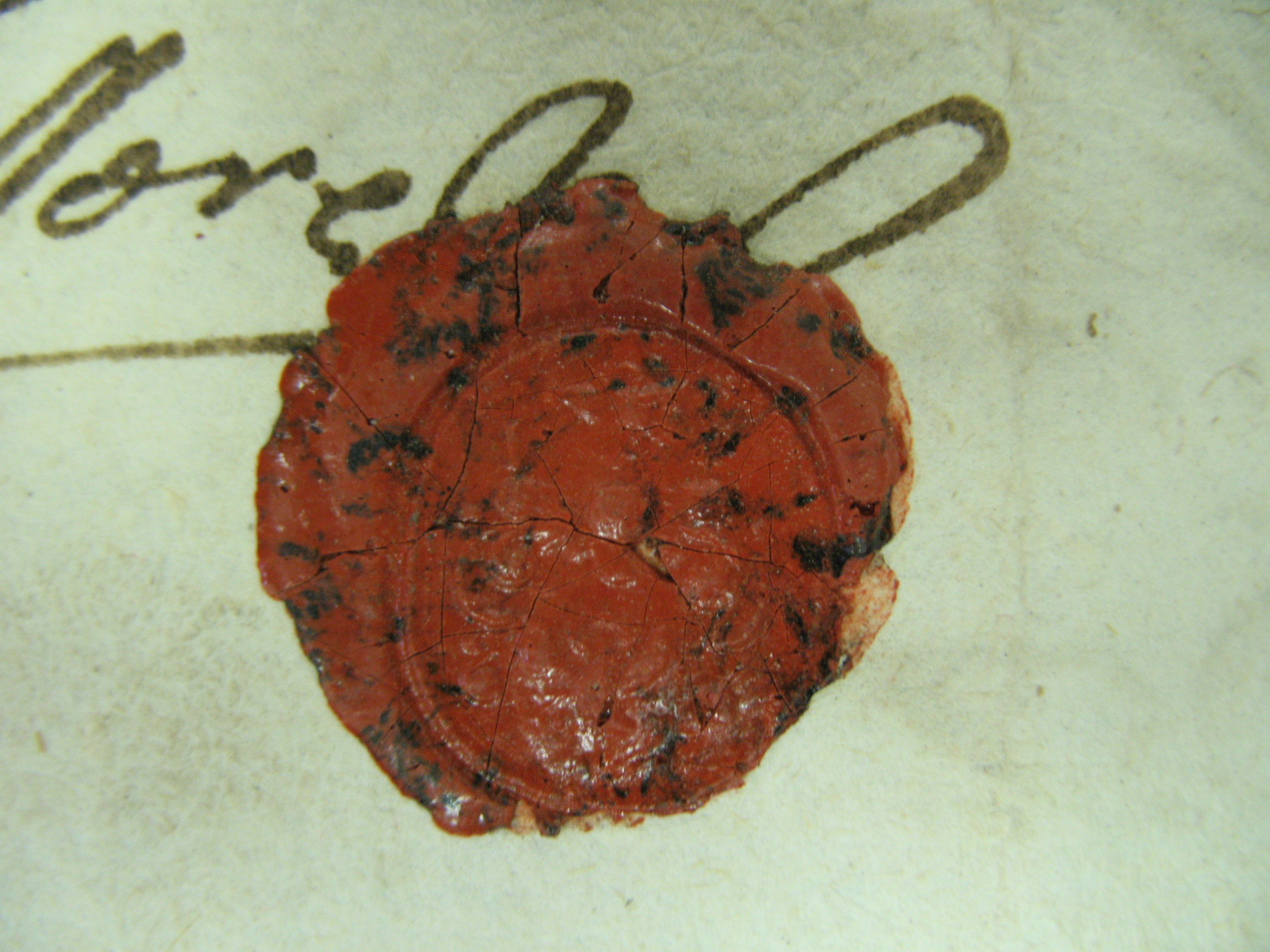
Hamar Dániel esküdt madaras (pelikán/hattyú) pecsétje 1747-ből

- Hamar Dániel 1740-ben, 1748-ban és 1759-ben a verebélyi szék esküdtje[25]
- Hamar Ferenc 1756-ban Heves vármegye szolgabírája, illetve táblabírája
- Hamar Antal Krassó vármegye főszolgabírája
- Hamar János Krassó vármegye esküdtje
- Hamar Szörény (1790 körül-1851) 48-as honvéd százados[26]
- Hamar Miklós (1788 körül-1855) Nógrád vármegyei alszolgabíró, pénztárnok, börtön felügyelő, berceli községi jegyző[27]
- Hamar Mihály, 1814-ben Heves és Külső Szolnok vármegyék becsületből választott esküdtje.[28]
- Hamar Pál (1817-1877) Miklós fia, hivatalnok, író
- Hamar Ernő (1828-1849) Miklós fia, teológushallgató, főhadnagy
- Hamar Gáspár, nemespanni hadnagy (1835)[29]
- Hamar János 1846-ban a verebélyi szék árvaszéki ügyésze[30]
- Hamar József (1832-?) 1854-1893 között nemespanni kántortanító[31]
- Hamar István, 1866-tól nemespanni törvénybíró[32]
- Hamar Gyula (1862-1932) József fia, járásbíró, vadász, 1906-tól a Királyi Magyar Természettudományi Társulat tagja
- Hamar Kálmán Vince (1876-1953) József fia, nyitraszerdahelyi plébános
- Hamar József (1886-1916) a szolnoki 86. gyalogezred karcagi hősi halottja[33]
- Hamar Árpád, 1890-ben a Jótékony Egyesület jegyzője,[34] Esztergom vármegye árvaszéki elnöke (1901, 1902)[35]
- Hamar Árpád (1880 körül-1944) ügyvéd.[36]
- Vecsey Tivadar (1851-1890) festőművész, páni Hamar Mária fia volt, a családhoz való tartozása megkérdőjelezhető.